# Superliga 2020-2021 (calcio a 5)
La Superliga 2020-2021 è stata la 29ª edizione del massimo torneo di calcio a 5 russo. La stagione regolare è iniziata il 12 settembre 2020 e si è conclusa il 18 aprile 2021, prolungandosi fino al 19 giugno con la disputa dei play-off. Il campionato è stato vinto dal Sinara, giunto al terzo titolo nazionale.

## Stagione regolare

### Classifica
|                   | Pos. | Squadra           | Pt | G  | V  | N | P  | GF  | GS  | DR  |
| ----------------- | ---- | ----------------- | -- | -- | -- | - | -- | --- | --- | --- |
| Russia (bandiera) | 1.   | Sinara            | 70 | 32 | 22 | 4 | 6  | 131 | 81  | +30 |
|                   | 2.   | Noril'skij Nikel' | 60 | 32 | 19 | 3 | 10 | 116 | 93  | +23 |
|                   | 3.   | Tjumen'           | 60 | 32 | 18 | 6 | 8  | 130 | 96  | +34 |
|                   | 4.   | KPRF Mosca        | 58 | 32 | 17 | 7 | 8  | 110 | 95  | +15 |
|                   | 5.   | Gazprom Jugra     | 51 | 32 | 16 | 3 | 13 | 107 | 96  | +11 |
|                   | 6.   | Dinamo Samara     | 43 | 32 | 13 | 4 | 15 | 99  | 104 | -5  |
|                   | 7.   | Novaja Generacija | 34 | 32 | 10 | 4 | 18 | 99  | 126 | -27 |
|                   | 8.   | Torpedo NN        | 27 | 32 | 7  | 6 | 19 | 110 | 148 | -38 |
|                   | 9.   | Ukhta             | 9  | 32 | 2  | 3 | 27 | 79  | 142 | -63 |

### Verdetti
- Sinara campione di Russia 2020-2021.
- Sinara e Tjumen' qualificati alla UEFA Futsal Champions League 2021-2022.

## Play-off

### Tabellone
|  | Quarti di finale | Quarti di finale  | Quarti di finale | Quarti di finale | Quarti di finale | Quarti di finale | Quarti di finale |  |  | Semifinali        | Semifinali        | Semifinali | Semifinali | Semifinali | Semifinali | Semifinali |   |   | Finale | Finale | Finale | Finale | Finale | Finale | Finale |  |
|  |                  |                   |                  |                  |                  |                  |                  |  |  |                   |                   |            |            |            |            |            |   |   |        |        |        |        |        |        |        |  |
|  | 1                | Sinara            | 8                | 3                | 4                | 3                | –                |  |  |                   |                   |            |            |            |            |            |   |   |        |        |        |        |        |        |        |  |
|  | 8                | Torpedo NN        | 0                | 1                | 5                | 1                | –                |  |  | Sinara            | Sinara            | 7          | 2          | 2 (4)      | –          | –          |   |   |        |        |        |        |        |        |        |  |
|  | 4                | KPRF Mosca        | 3                | 1                | 3 (4)            | 3                | –                |  |  | KPRF Mosca        | KPRF Mosca        | 4          | 1          | 2 (2)      | –          | –          |   |   |        |        |        |        |        |        |        |  |
|  | 5                | Gazprom Jugra     | 1                | 0                | 3 (5)            | 2                | –                |  |  |                   |                   |            |            |            |            |            |   |   | Sinara | Sinara | 6      | 4      | 3      | 8      | –      |  |
|  | 2                | Noril'skij Nikel' | 4                | 5                | 0                | –                | –                |  |  |                   |                   | Tjumen'    | Tjumen'    | 2          | 3          | 4          | 4 | – |        |        |        |        |        |        |        |  |
|  | 7                | Novaja Generacija | 1                | 3                | 3                | –                | –                |  |  | Noril'skij Nikel' | Noril'skij Nikel' | 4          | 6 (3)      | 1          | 1          | –          |   |   |        |        |        |        |        |        |        |  |
|  | 3                | Tjumen'           | 3                | 3                | 4                | –                | –                |  |  | Tjumen'           | Tjumen'           | 1          | 6 (4)      | 2          | 3          | –          |   |   |        |        |        |        |        |        |        |  |
|  | 6                | Dinamo Samara     | 0                | 1                | 3                | –                | –                |  |  |                   |                   |            |            |            |            |            |   |   |        |        |        |        |        |        |        |  |

### Quarti di finale

#### Gara 1
| Arbitri: | Grigorij Zelencov Il'ja Akimcev Aleksej Ivanov |

|                                                 |           |             |
| Kudziev 42’ Zanotto 44’ Balašov 49’ Kutuzov 49’ | Marcatori | 44’ Semukov |

| Arbitri: | Vadim Otyrba Ivan Zagorodnjuk Jurij Neverov |

|                                                                                               |           |  |
| Dëmin 2’, 22’, 24’ (rig.) Gerasimov 23’ Prudnikov 27’ Abramov 34’ Ant. Sokolov 38’ Karpov 50’ | Marcatori |  |

| Arbitri: | Andrej Šelechov Maksim Matešev Sergej Špen'kov |

|                                   |           |  |
| Taffy 9’ Antoškin 27’, 42’ (rig.) | Marcatori |  |

| Arbitri: | Sergej Micheev Dmitrij Petrin Vitalij Grošev |

|                         |           |             |
| Burkov 10’ Lin 18’, 47’ | Marcatori | 14’ Šakirov |

#### Gara 2
| Arbitri: | Andrej Šelechov Maksim Matešev Sergej Špen'kov |

|                                          |           |                     |
| Abramovič 9’ Emel'janov 24’ Antoškin 41’ | Marcatori | 8’ (aut.) Abramovič |

| Arbitri: | Vadim Otyrba Jurij Neverov Ivan Zagorodnjuk |

|                                          |           |            |
| Abramov 3’ Ant. Sokolov 8’ Gerasimov 45’ | Marcatori | 40’ Zajcev |

| Arbitri: | Grigorij Zelencov Aleksej Ivanov Il'ja Akimcev |

|                                                            |           |                                    |
| Zanotto 6’ Alex Felipe 8’, 49’ Kudziev 18’ Rodriguinho 44’ | Marcatori | 17’ Šišov 27’ Moscalev 47’ Semukov |

| Arbitri: | Sergej Micheev Vitalij Grošev Dmitrij Petrin |

|            |           |  |
| Asadov 60’ | Marcatori |  |

#### Gara 3
| Arbitri: | Vladimir Kadykov Il'ja Akimcev Jurij Neverov |

|                                                 |                      |                                            |
| Chimba 41’ Afanas'ev 43’, 48’                   | Marcatori            | 25’ Nijazov 27’ G. Souza 35’ Paulinho      |
| Šisterov Šakirov Vilian Katata Chimba Afanas'ev | Tiri di rigore 5 – 4 | Bagirov Paulinho Lin Nando Asadov G. Souza |

| Arbitri: | Aleksandr Salatov Sergej Mostovoj Il'ja Pogonin |

|                             |           |                                                           |
| Ljalin 6’, 15’ Sanosyan 10’ | Marcatori | 26’ (aut.) Sučilin 33’ Batyrev 50’ Antoškin 56’ Abramovič |

| Arbitri: | Sergej Micheev Dmitrij Černov Vitalij Bužor |

|  |           |                                  |
|  | Marcatori | 25’ Rodriguinho 34’, 36’ Kudziev |

| Arbitri: | Grigorij Zelencov Aleksej Ivanov Aleksej Cengler |

|                                                  |           |                                                       |
| Denisov 11’ Zajcev 25’ Aširov 47’ Opper 50’, 52’ | Marcatori | 6’ Dëmin 9’ Ant. Sokolov 32’ Fakhrutdinov 34’ Abramov |

#### Gara 4
| Arbitri: | Vladimir Kadykov Jurij Neverov Il'ja Akimcev |

|                           |           |                                 |
| Pirogov 19’ Ponkratov 35’ | Marcatori | 25’ Asadov 32’ Paulinho 37’ Lin |

| Arbitri: | Grigorij Zelencov Aleksej Cengler Aleksej Ivanov |

|             |           |                                  |
| Telegin 18’ | Marcatori | 14’, 21’ Ant. Sokolov 28’ Ivanov |

### Semifinali

#### Gara 1
| Arbitri: | Vadim Otyrba Sergej Micheev Dmitrij Petrin |

|                                                                                  |           |                                             |
| Prudnikov 6’, 59’ Sorokin 21’ Ant. Sokolov 24’ Fakhrutdinov 41’ Abramov 53’, 59’ | Marcatori | 4’ Asadov 9’ G. Souza 18’ Nando 50’ Bagirov |

| Arbitri: | Grigorij Zelencov Il'ja Akimcev Il'ja Pogonin |

|                                                         |           |           |
| Rodriguinho 26’ Alex Felipe 28’ Kudziev 29’ Zanotto 50’ | Marcatori | 38’ Taffy |

#### Gara 2
| Arbitri: | Vadim Otyrba Dmitrij Petrin Sergej Micheev |

|                         |           |              |
| Abramov 11’ (rig.), 29’ | Marcatori | 46’ G. Souza |

| Arbitri: | Grigorij Zelencov Il'ja Pogonin Il'ja Akimcev |

|                                                                    |                      |                                                                |
| Kudziev 4’ Zanotto 10’ Alex Felipe 14’, 41’ Orlov 41’ Volynjuk 55’ | Marcatori            | 15’ Taffy 20’ Milovanov 21’, 45’ Upalëv 33’ Abramovič 58’ Ruan |
| Zanotto Kudziev Léo Jaraguá Šajachmetov Kutuzov                    | Tiri di rigore 3 – 4 | Batyrev Antoškin Abramovič Nevedrov                            |

#### Gara 3
| Arbitri: | Sergej Micheev Aleksandr Salatov Jurij Neverov |

|                                                      |           |                       |
| Antoškin 36’ (rig.), 49’ Abramovič 38’ Milovanov 38’ | Marcatori | 30’ Kudziev 41’ Orlov |

| Arbitri: | Vladimir Kadykov Aleksej Ivanov Grigorij Zelencov |

|                               |                      |                                     |
| Asadov 40’ (rig.) Nijazov 43’ | Marcatori            | 30’ Abramov 41’ Gerasimov           |
| Burkov Lin Kručinin Nijazov   | Tiri di rigore 2 – 4 | Abramov Karpov Sorokin Ant. Sokolov |

#### Gara 4
| Arbitri: | Sergej Micheev Jurij Neverov Aleksandr Salatov |

|                                                            |           |                                  |
| Milovanov 12’ Nevedrov 24’ Abramovič 24’ Antoškin 46’, 50’ | Marcatori | 22’ Balašov 35’, 48’ Alex Felipe |

### Finale 3º posto

#### Gara 1
| Arbitri: | Il'ja Akimcev Grigorij Zelencov Vitalij Grošev |

|                                                                    |           |                               |
| Alex Felipe 1’ Kudziev 5’ Zanotto 29’ Rodriguinho 32’ Volynjuk 49’ | Marcatori | 33’, 38’ G. Souza 45’ Bagirov |

#### Gara 2
| Arbitri: | Il'ja Akimcev Vitalij Grošev Grigorij Zelencov |

|                                                          |           |                                                                |
| Alex Felipe 32’ Volynjuk 32’ Šajachmetov 42’ Kutuzov 48’ | Marcatori | 2’, 13’ Nijazov 10’, 13’ Rômulo 15’ G. Souza 28’ Lin 50’ Nando |

#### Gara 3
| Arbitri: | Sergej Micheev Maksim Matešev Vladimir Kadykov |

|                          |           |                                         |
| Nijazov 11’ G. Souza 19’ | Marcatori | 12’, 13’ Orlov 17’ Alibekov 29’ Kudziev |

#### Gara 4
| Arbitri: | Sergej Micheev Vladimir Kadykov Maksim Matešev |

|                      |           |                                                                                      |
| Asadov 24’ Gómez 38’ | Marcatori | 14’ Kutuzov 18’, 36’ Alibekov 21’ Alex Felipe 36’ Bukin 40’, 42’ Kudziev 49’ Zanotto |

### Finale

#### Gara 1
| Arbitri: | Vladimir Kadykov Sergej Micheev Aleksej Ivanov |

|                                                                          |           |                        |
| And. Sokolov 15’ Ant. Sokolov 18’, 29’ Ivanov 21’ Abramov 23’ Karpov 38’ | Marcatori | 15’ Taffy 48’ Nevedrov |

#### Gara 2
| Arbitri: | Vladimir Kadykov Aleksej Ivanov Sergej Micheev |

|                                   |           |                                                       |
| Gerasimov 15’, 25’, 49’ Dëmin 59’ | Marcatori | 11’ Abramovič 24’ Gereykhanov 46’ (aut.) Ant. Sokolov |

#### Gara 3
| Arbitri: | Grigorij Zelencov Ivan Zagorodnjuk Jurij Neverov |

|                                            |           |                                           |
| Abramovič 2’ Antoškin 24’ Batyrev 44’, 57’ | Marcatori | 15’ Prudnikov 41’ Karpov 48’ Fakhrutdinov |

#### Gara 4
| Arbitri: | Grigorij Zelencov Ivan Zagorodnjuk Jurij Neverov |

|                                              |           |                                                                                        |
| Batyrev 24’, 29’ (rig.), 43’ Ruan 50’ (t.l.) | Marcatori | 3’ (rig.), 23’ Abramov 38’, 45’ Fakhrutdinov 40’, 42’ (t.l.), 46’ Gerasimov 41’ Ivanov |